# Поволетто
Поволетто (італ. Povoletto, вен. Povołeto) — муніципалітет в Італії, у регіоні Фріулі-Венеція-Джулія,  провінція Удіне.
Поволетто розташоване на відстані близько 480 км на північ від Рима, 70 км на північний захід від Трієста, 7 км на північний схід від Удіне.
Населення — 5483 особи (2014).
Щорічний фестиваль відбувається 23 листопада. Покровитель — San Clemente.

## Демографія
Населення за роками:

Станом на 1 січня 2023 року в муніципалітеті офіційно проживав 241 іноземець з 42 країн, серед них 89 громадян країн Євросоюзу та 18 громадян України.

## Сусідні муніципалітети
- Аттіміс
- Фаедіс
- Німіс
- Реана-дель-Рояле
- Реманцакко
- Удіне